# St. Vitus (Steinekirch)

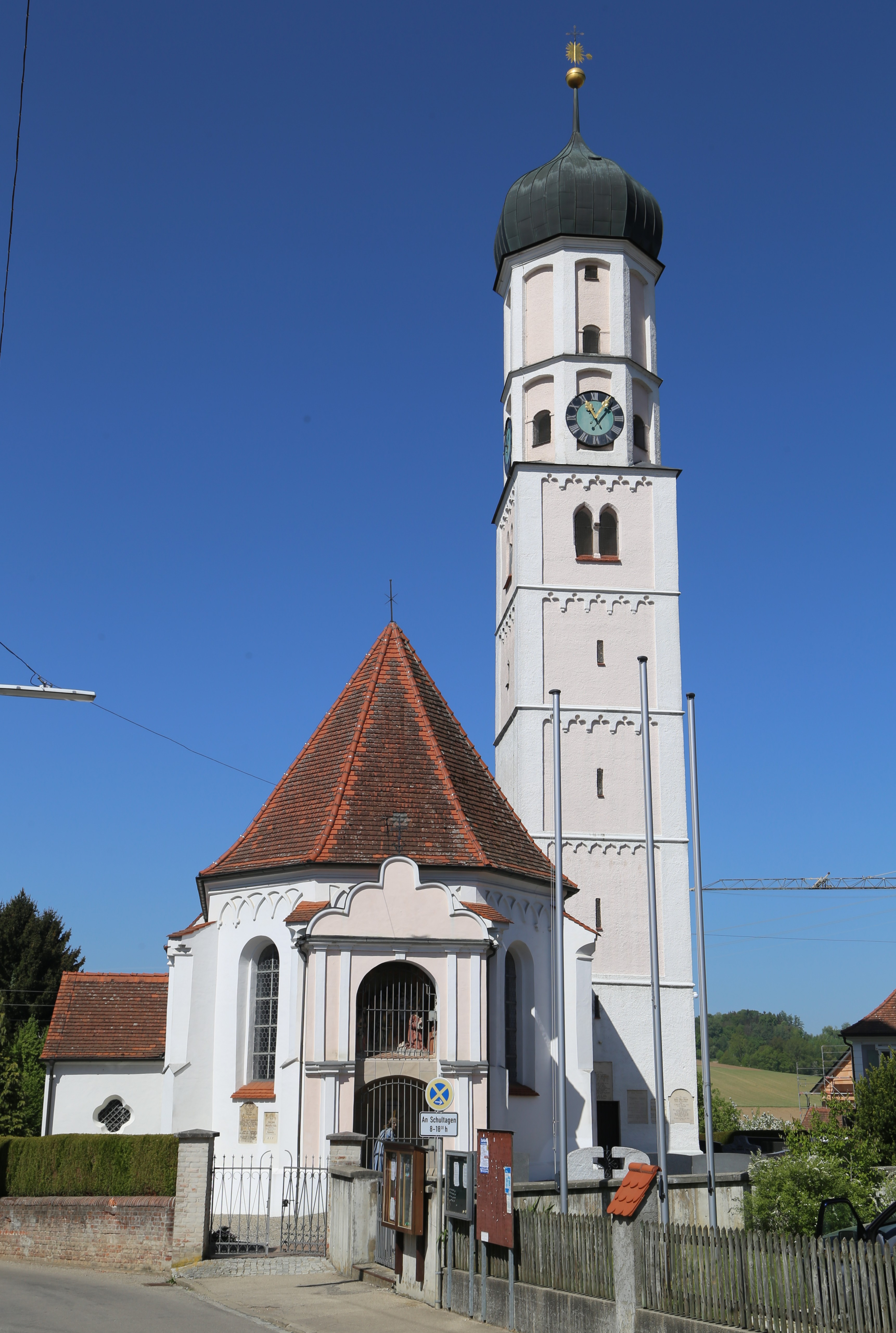
St. Vitus in Steinekirch

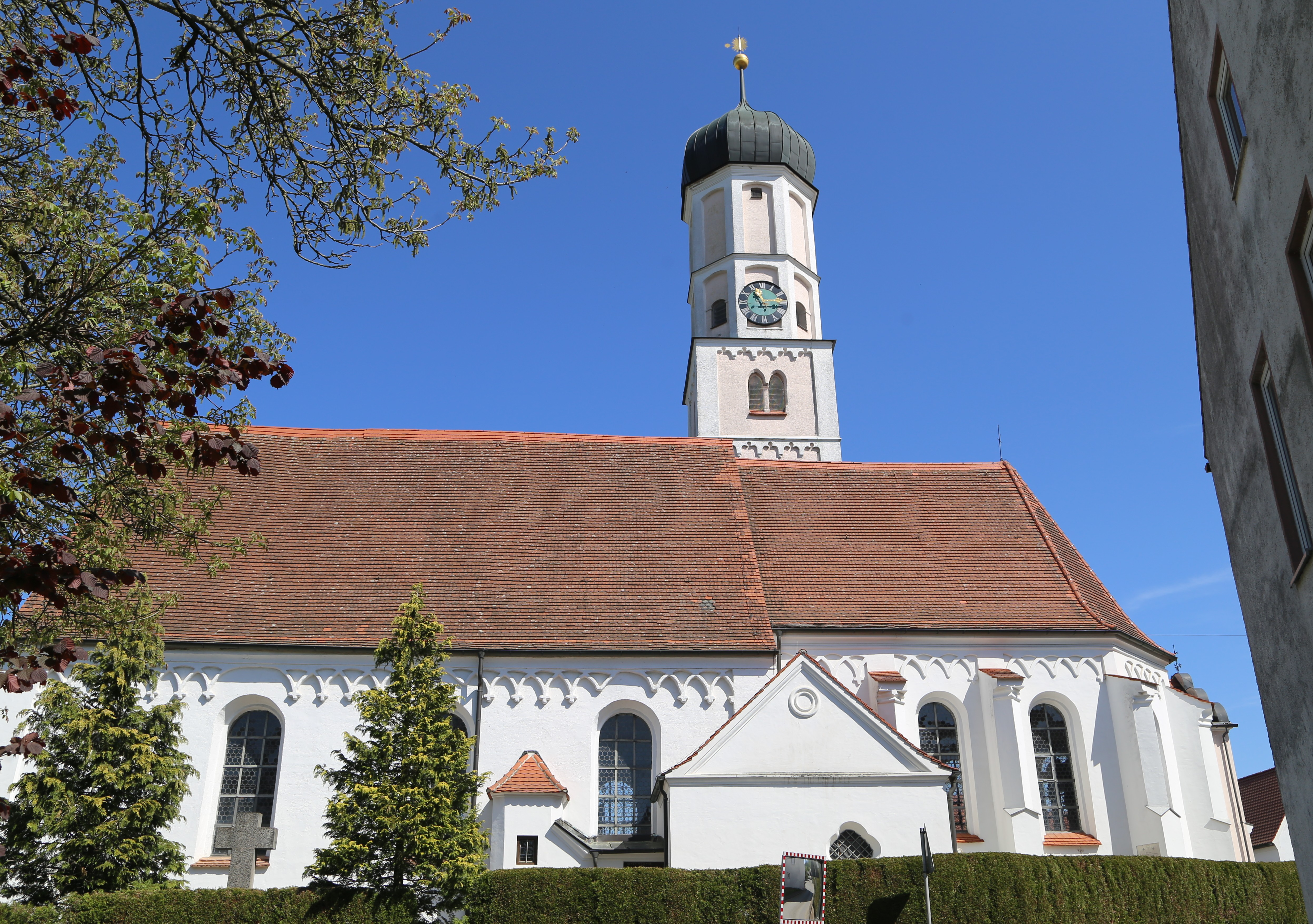
Langhaus

Die römisch-katholische Pfarrkirche St. Vitus, Modestus und Kreszenzia in Steinekirch, einem Ortsteil der Marktgemeinde Zusmarshausen im schwäbischen Landkreis Augsburg in Bayern, stammt im Kern aus der Zeit der Spätgotik. Als Baudenkmal ist sie in der Bayerischen Denkmalliste unter der Aktennummer D-7-72-223-52 eingetragen. 

## Geschichte
Die Geschichte der Pfarrei von Steinekirch reicht weit zurück. Es wird angenommen, dass sie auf eine Urpfarrei des Zusamtales zurückgeht. Das Patronat des hl. Vitus wurde später um das des hl. Sebastian und des hl. Leonhard erweitert. Die Altarpatrozinien sind in einem Missale um 1400 belegt. Das Patronatsrecht besaß seit dem 15. Jahrhundert die Herrschaft Wolfsberg. Bis 1507 gehörten zur Pfarrei auch die Ortschaften Dinkelscherben und Au. Am 22. Juli 1589 fielen Steinekirch und so auch das Patronatsrecht an das Domkapitel Augsburg. Die unteren Geschosse des Turmes aus Nagelfluhquadern stammen aus dem 13. Jahrhundert. 1499 wurde eine neu erbaute spätgotische Kirche geweiht, von der noch der Chor erhalten ist. 1760 fand durch den Augsburger Hofbaumeister Ignaz Paulus eine Barockisierung des Innenraumes statt, dabei wurde auch das nördliche Langhaus erweitert und der 500 Jahre alte Dachstuhl integriert. Um 1790 wurde am Ostchor eine Ölbergkapelle angebaut. Im 19. und 20. Jahrhundert fanden mehrere Restaurierungen statt. Die letzte umfassende war 2002. St. Vitus bildet zusammen mit den Pfarreien St. Martin in Gabelbach, St. Leonhard in Gabelbachergreut, St. Stephan in Wollbach, St. Michael in Wörleschwang und Maria Immaculata in Zusmarshausen die Pfarreiengemeinschaft Zusmarshausen.

## Beschreibung
Der Saalbau mit gotischem Fries besitzt einen eingezogenen Chor und nördlichen Turm mit Zwiebelhaube. Östlich am Chor ist eine Kapelle angebaut.

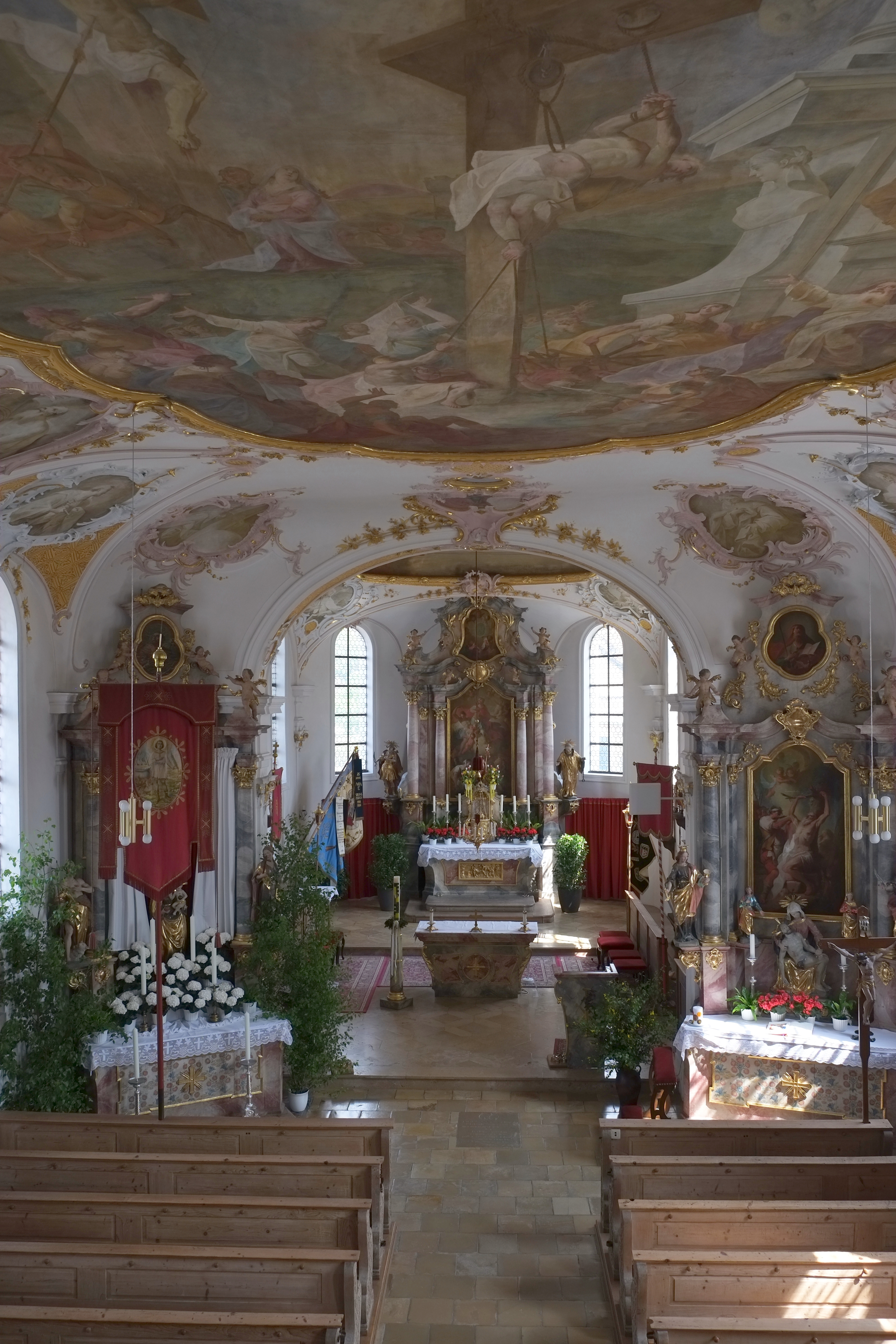
Innenraum

## Ausstattung
Die Stuckarbeiten sind ein Werk des Stuckateurs Franz Xaver Feuchtmayer d. Ä. Die Fresken mit Szenen aus dem Leben des hl. Vitus und die Altarblätter schuf der Augsburger Künstler Joseph Christ. Der Hochaltar zeigt die Glorie des hl. Vitus und die Seitenaltäre den hl. Ignatius und das Martyrium des hl. Bartholomäus. Das Deckenfresko hat die Kreuzigungsszene zum Thema. Die Altäre und Aufbauten fertigte Dominikus Bergmüller im Auftrag des Augsburger Domkapitels 1760. Die Figuren wurden überwiegend von Johann Michael Fischer geschaffen. 
Eine spätgotische Madonna stammt möglicherweise aus der Burgkapelle von Wolfsberg. Die Kanzel im Renaissancestil ist um 1670/1680 entstanden. Der Taufstein aus Rotmarmor von 1642 trägt die Inschrift: „HOC BAPTISTERIUM IN HONOREM SVMI DEI … BEATISSIMAE VIRGINIS MARIAE ST. VITI FIERI CVRAVIT M. SEBA (stianus) SVITTER PAROCK … IN STEI(ne) KIRCH Anno 1642 2 Aug(ust)“

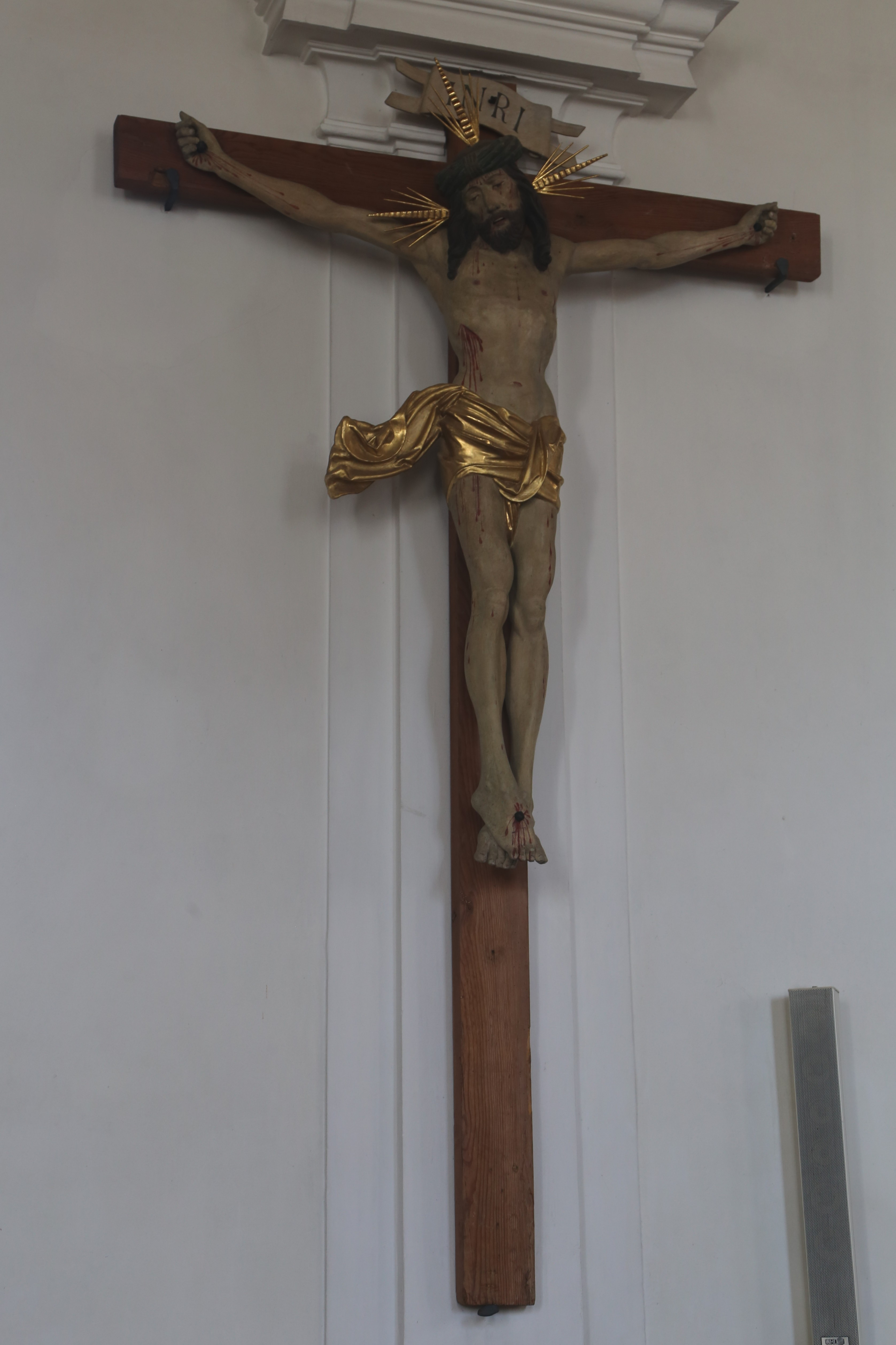
Kruzifix
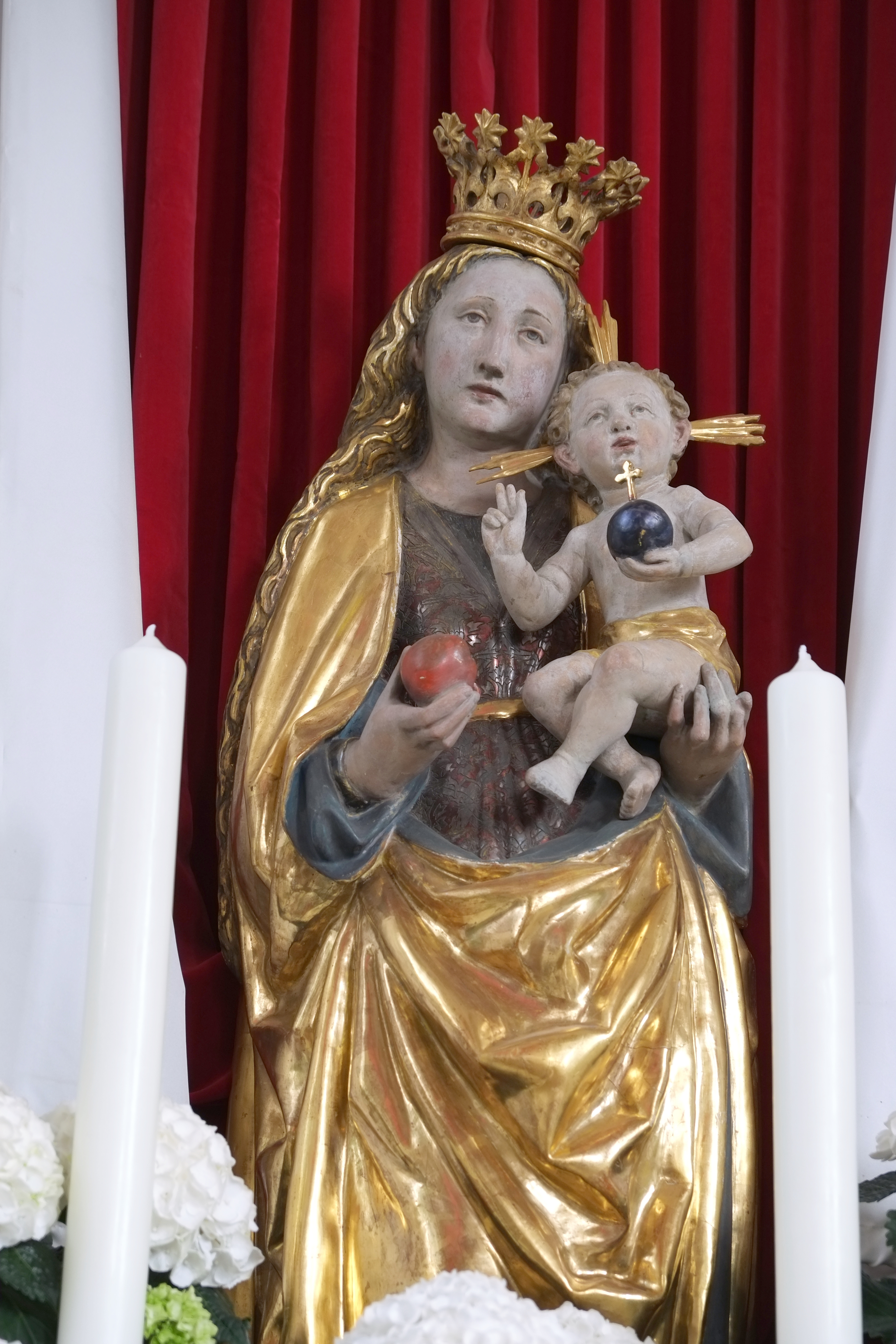
Madonna
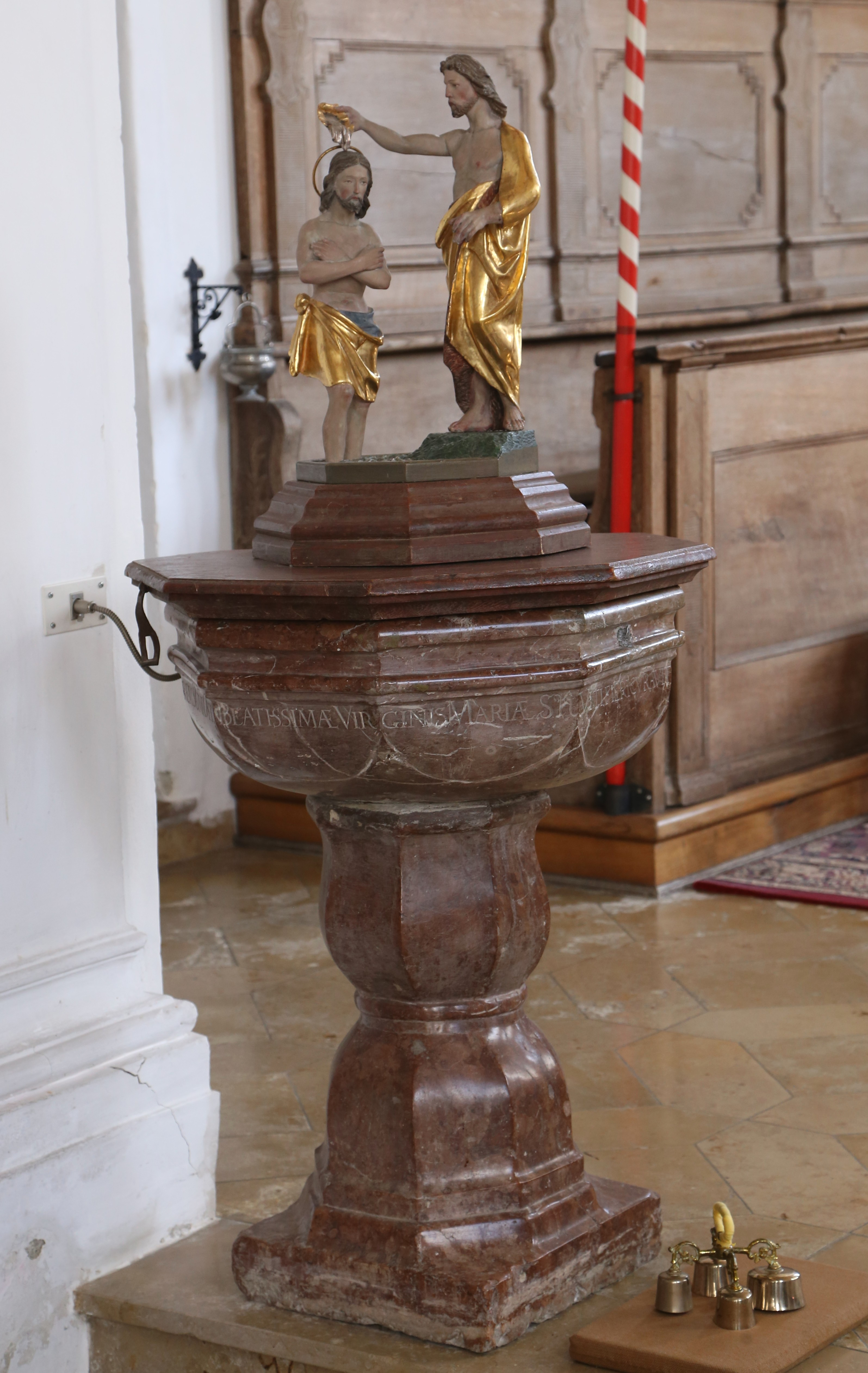
Taufstein
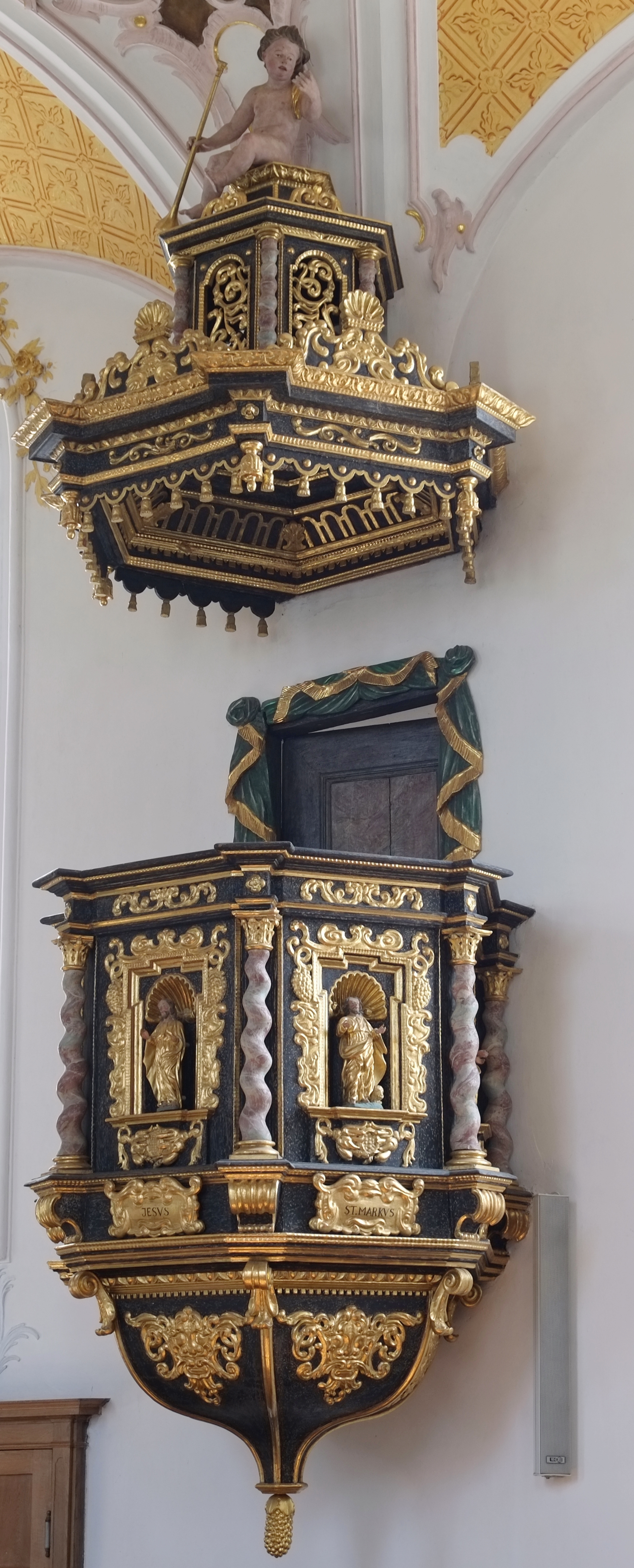
Kanzel
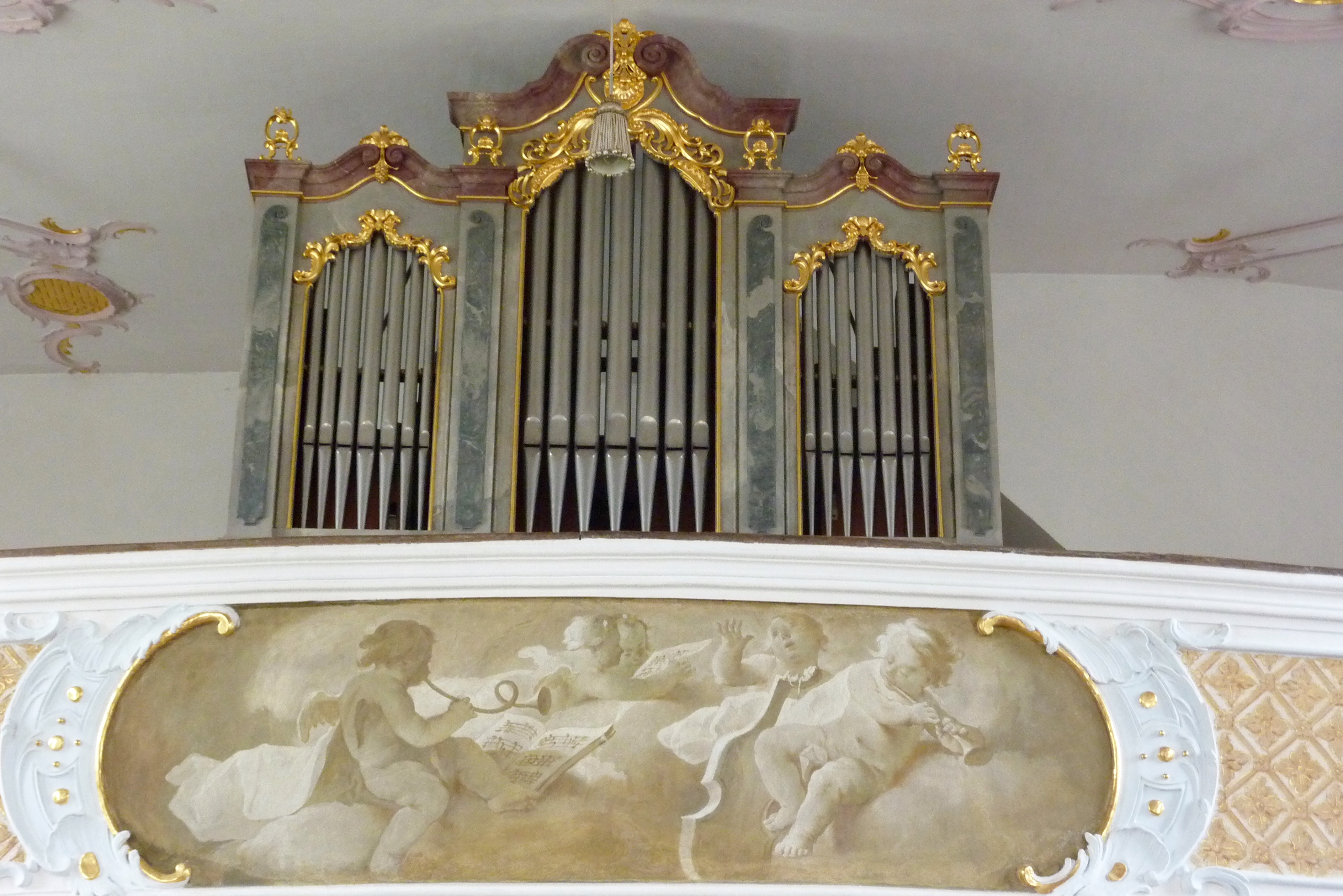
Orgel

## Glocken
Der Kirchturm beherbergt drei Glocken aus dem Jahre 1513 aus der Werkstatt des Glockengießers Sebold Schönmacher. Die Inschrift lautet: „Ave Maria Gratia Plena Dominus Tecum“. Auf der größten steht zusätzlich: „Meister Sebold gos mich“. 